# Quinto Brútio Sura
Quinto Brútio Sura (em latim: Quintus Bruttius Sura) foi um oficial romano conhecido por ter participado da Primeira Guerra Mitridática. Em 87 a.C., foi legado do pretor Caio Sêncio e, durante seu mandato, derrotou o comandante pôntico Metrófanes e ocupou a ilha de Skiathos. No inverno de 88-87 a.C., lutou por três dias na Batalha de Queroneia contra os generais Arquelau e Aristião, mas, apesar da vitória, acabou sendo obrigado a recuar para a Macedônia.